# Lymeon rufithorax
Lymeon rufithorax är en stekelart som först beskrevs av Cameron 1886.  Lymeon rufithorax ingår i släktet Lymeon och familjen brokparasitsteklar. Inga underarter finns listade i Catalogue of Life.